# Daisuke Kato (Fußballspieler)
Daisuke Kato (japanisch 加藤 大育 Kato Daisuke; * 6. Oktober 1998 in der Präfektur Kanagawa) ist ein japanischer Fußballspieler.

## Karriere
Daisuke Kato erlernte das Fußballspielen in der Jugendmannschaft der Yokohama F. Marinos, in der Schulmannschaft der Nihon University High School sowie in der Universitätsmannschaft der Universität Kanagawa. Seinen ersten Vertrag unterschrieb er am 1. Februar 2021 bei Briobecca Urayasu. Der Verein aus Urayasu, einer Stadt in der Präfektur Chiba, spielte in der fünften Liga, der Kantō Soccer League. Hier bestritt er 34 Ligaspiele. Zu Beginn der Saison 2023 unterschrieb er in Sagamihara einen Vertrag beim Drittligisten SC Sagamihara. Sein Drittligadebüt gab Daisuke Kato am 4. März 2023 (1. Spieltag) im Heimspiel gegen Gainare Tottori. Bei der 2:3-Heimniederlage stand er in der Startelf und spielte die kompletten 90 Minuten.